# ULAS J1342+0928

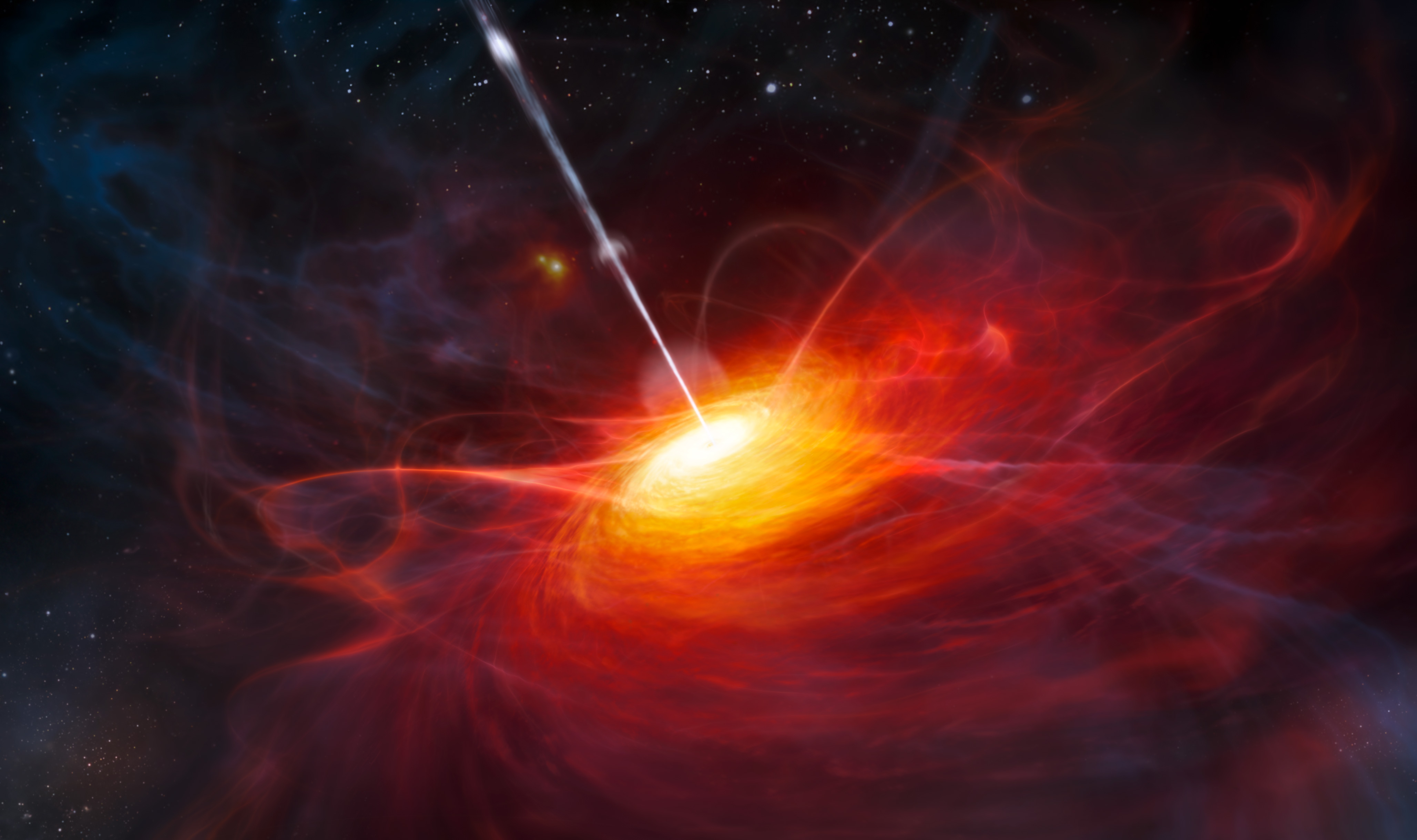

ULAS J1342+0928은 세 번째로 멀리 떨어진 것으로 알려진 퀘이사이며, 보고된 적색편이 z = 7.54에서 두 번째로 멀리 떨어져 있고 가장 오래된 것으로 알려진 초대질량 블랙홀을 포함하고 있다. ULAS J1342+0928 퀘이사는 목동자리에 위치해 있다. 관련 초거대 블랙홀은 '태양 질량의 약 7억8,000만 배'인 것으로 알려졌다. 발견 당시 그것은 가장 멀리 알려진 퀘이사였다. 2021년까지만 해도 QSO J0313−1806가 가장 먼 퀘이사로 간주되었다.

## 같이 보기
- 최원거리 천체 목록
- QSO J0313−1806